# Philippe Roussel
Pour les articles homonymes, voir Roussel.
Philippe Roussel (né le 13 mai 1945) est un docteur en informatique français, créateur avec le professeur Alain Colmerauer du langage de programmation Prolog.
Consultant en analyse, conception et implémentation de systèmes basés sur la programmation objet, il a contribué également au développement de produits d’intelligence artificielle. Il était membre
de la Fundación Barcelona Media à Barcelone.